# Andrea Klapheck
Andrea Klapheck (* 20. Juni 1967 in Dorsten) ist eine ehemalige deutsche Ruderin, die 1994 Weltmeisterin mit dem Achter war.

## Karriere
Andrea Klapheck startete für den Ludwigshafener Ruderverein von 1878, sie begann in Skullbooten. 1987 und 1990 gewann sie die deutsche Meisterschaft im Doppelvierer. Bei den Ruder-Weltmeisterschaften 1990 belegte sie mit dem Doppelvierer den vierten Platz.
1989 gewann sie außerdem erstmals einen deutschen Meistertitel im Riemenrudern, als sie den Titel im Vierer ohne Steuerfrau erruderte. Bei den Ruder-Weltmeisterschaften 1989 belegte sie den sechsten Platz im Vierer ohne Steuerfrau und den fünften Platz im Achter. Bei den Ruder-Weltmeisterschaften 1991 belegte sie erneut den fünften Platz mit dem Achter. 1993 gewann sie die deutschen Meisterschaften im Achter und zusammen mit Antje Rehaag im Zweier ohne Steuerfrau. Bei den Ruder-Weltmeisterschaften 1993 gewann Klapheck im Achter die Bronzemedaille. Noch erfolgreicher war der deutsche Achter in der Saison 1994. Bei den Weltmeisterschaften in Indianapolis siegte das Boot in der Besetzung Kathrin Haacker, Antje Rehaag, Andrea Klapheck, Dana Pyritz, Doreen Martin, Micaela Schmidt, Stefani Werremeier, Ute Wagner und Steuerfrau Doreen Schnell. 1995 und 1996 gewann Klapheck zwei weitere deutsche Meistertitel mit dem Achter. Bei den Ruder-Weltmeisterschaften 1995 belegte der deutsche Achter den vierten Platz. Zum Abschluss ihrer Karriere war Andrea Klapheck für die Olympischen Spiele 1996 in Atlanta nominiert, kam aber nicht zum Einsatz.
Wolfgang Klapheck, der Bruder von Andrea, war Olympiateilnehmer im Rudern 1988.